# Гурвич, Исаак Аронович
Исаа́к (Айзик) Ааро́нович (Ариевич, Адольфович) Гу́рвич (Гуревич) (псевдонимы — Сизиф, Владимир Муранов, Marxist, Isaac Halevy, Itzchok-Aisik-ben-Arieh-Zevi-Halevy, More Nebuchim, 15 [27] апреля 1860; Вильна, Российская империя — 9 июля 1924; Нью-Йорк, США) — российский публицист и экономист, социал-демократ. Автор книг и публикаций о положении пролетариата и крестьянства в России.

## Биография
Исаак Гурвич родился 15 (27) апреля 1860 года в Вильне, Российская империя. Учился в Медико-хирургической академии, на медицинском отделении (1877—1878), Санкт-Петербургском университете, на физико-математическом факультете, математическом отделении (1878—1879). Арестован 23 сентября 1879 года, находился в ДПЗ, выслан в Минск. Дело было разрешено административным порядком, и Гурвич был выслан в Сибирь, в Тобольскую губернию (1881—1885). Вернулся в Минск, сдал экстерном экзамены в Демидовском юридическом лицее на степень кандидата по праву (1887).
В 1889 году Гурвич покинул Россию, с 1891 года он поселился в США. В 1891—1893 годах Гурвич был редактором газеты «Прогресс», которая издавалась сначала в Нью-Йорке, а затем в Чикаго. В это же время Гурвич сотрудничает с американским и английским изданиями журнала «Free Russia», издававшимися русскими политэмигрантами Л. Б. Гольденбергом и Ф. В. Волховским. В 1893 г. Гурвич получил степень доктора философии. Его диссертация «Экономическое положение русской деревни» несколько позже была переведена на русский язык (М., 1896). Работа не прошла незамеченной, получив одобрительные отклики В. И. Ленина и П. Б. Струве. В 1893—1895 годах Гурвич — доцент Чикагского университета, преподавал статистику. В 1894—1900 занимался адвокатской практикой, с 1900 года — на государственной службе в Вашингтоне. Он работал в управлении цензов при министерстве внутренних дел, оном с 1903 года — бюро цензов министерства торговли и труда.
Параллельно, с конца 1890-х годов Гурвич активно сотрудничал в американской еврейской социалистической печати (Social-Demokraten, Ur Dagens Kronika). Также Гурвич был активным участником популистского движения в США. Он один из создателей американской социал-демократической партии, лидер левого крыла профскоюзного движения. В 1905 приехал в Россию, где был избран выборщиком Госдумы, но результаты выборов были аннулированы властями, после чего Гурвич вернулся в США.
Печатался на русском, английском, немецком, шведском, еврейском (идиш) языках, в том числе изданиях «Русский курьер», «Новое слово», «Образование», «Правда», «Экономическое обозрение», «Рабочее дело», «Вестник русской революции», «Освобождение», «Русский голос» (Нью-Йорк), «The Forum» и др.
Умер 9 июля 1924 года в Нью-Йорке.

## Семья
- Первая жена — Кушелевская, Елена Ильинична (1855 — 19..). Дети: Роза, Николай, Маня, Вера.
- Вторая жена — Луиза Елизавета Иоффе (1866—1947). Дети: Искандер, Ребекка, Ольга, Джордж Кеннан, Эна.
- Сестра Гурвич, Евгения Адольфовна (1861—1940)